# Georg Putz
Georg Putz (* um 1586; begraben 30. Dezember 1635 in Neudek) war czerninischer Hauptmann der Herrschaft Neudek.

## Leben
Über Georg Putz Herkunft ist nichts bekannt. Als im Zuge der Gegenreformation in Böhmen, die Herrschaft Neudek 1633 an die Grafen Czernin von Chuderitz gelangte, wurde Putz dort Anfang 1634 als erster czerninischer Hauptmann eingesetzt. Unter seiner Amtszeit fiel am 19. September 1634 der in schwedischen Diensten stehende Rittmeister Friedrich Kropp mit seiner Kompanie in Neudek ein und plünderte die Stadt aus. Dabei wurden 200 Personen gefangen gesetzt und weggetrieben, darunter möglicherweise auch Putz. So ist im Adelsdiplom seines Enkels, des Bergmeisters von Platten Christoph Adalbert Putz von 1719 über ihn zu lesen: ...alß gewesener Haubtmann auf der Herrschaft Neüdeck in denen Schwedischen Troublen dem Feind großen abbruch gethan, dann aber gefangen worden, viel hartes gelitten und außgestanden habe... Er starb 1635 im Alter von 49 Jahren nach nur einjähriger Amtszeit. Ihm folgte Georg Zettel nach. Sein ältester Sohn war der Zolleinnehmer von Platten Johann Putz.  

## Familie
Georg Putz war verheiratet mit Eva N. N. Es sind drei Kinder bekannt:
- Regina (* um 1628; begraben 31. März 1652 in Neudek); ⚭ 31. Januar 1649 in Neudek mit Christian Schutt, Bürger und Schneider
- Johannes (* um 1631; begraben 18. Februar 1697 in Platten), Zolleinnehmer; ⚭ 23. Juli 1697 in Platten mit Elisabetha Ziegner
- Joachim (* um 1633; begraben 12. Juni 1711 in Neudek), Bürger; 1.⚭ 26. Januar 1659 in Neudek mit Susanna Heckel; 2.⚭ 9. Januar 1667 in Neudek mit Susanna Stutzig; 3.⚭ um 1690 Dorothea